# Nádudvar
Nádudvar je město v  župě Hajdú-Bihar ve východním Maďarsku.

## Geografie
Nádudvar se rozkládá na ploše 225,91 km², žije zde 8 636 obyvatel (2015).

## Partnerská města
- Urzędów, Polsko
- Sălard, Rumunsko